# Villa Escolar
Villa Escolar es una localidad argentina del departamento Laishí, en la provincia de Formosa. 
Se encuentra a orillas del Río Bermejo, a 76 km de la ciudad de Formosa, a través de la ruta nacional 11 y ruta provincial 9.
Hay un importante proyecto, para la construcción del primer Museo de Ciencias Naturales de la provincia.

## Población
Cuenta con 1,290 habitantes (Indec, 2010), lo que representa un incremento del 2,3% frente a los 1,261 habitantes (Indec, 2001) del censo anterior.
| Gráfica de evolución demográfica de Villa Escolar entre 1991 y 2010 |
|                                                                     |
| Fuente: Censos nacionales del INDEC                                 |

## Parroquias de la Iglesia católica en Villa Escolar
| Diócesis  | Formosa                             |
| --------- | ----------------------------------- |
| Parroquia | Nuestra Señora del Perpetuo Socorro |